# Lupinus longifolius
Espèce
Lupinus longifolius  est une espèce de plantes à fleurs dicotylédones de la famille des Fabaceae, sous-famille des Faboideae, originaire d'Amérique du Nord (Californie, Nord-Ouest du Mexique).
Ce sont des arbrisseaux pérennes à tiges robustes, dressées, pouvant atteindre de 50 cm à 1,5 m de haut, aux fleurs bleu-violet groupées en longues grappes étroites.

## Synonymes
Selon The Plant List (12 septembre 2019) : 
- Lupinus albifrons var. longifolius (S. Wats.) Isely[2]
- Lupinus albifrons var. longifolius (S.Watson) Isely
- Lupinus chamissonis var. longifolius S. Wats.[2]
- Lupinus chamissonis var. longifolius S.Watson
- Lupinus mollisifolius A. Davids.[2]